# Žebro

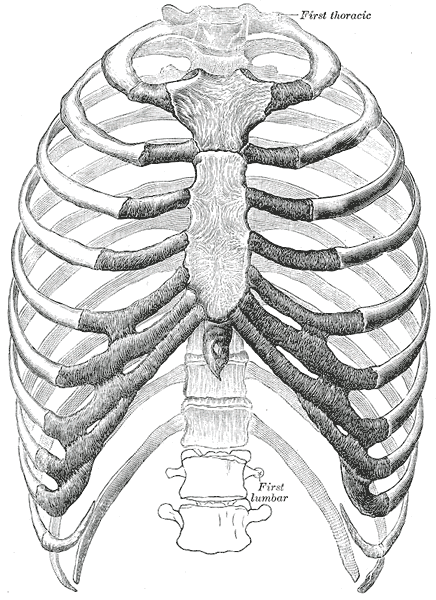
Hrudní koš s žebry

Žebro (latinsky costa, -ae) je obloukovitá kost, která se nachází v hrudním koši. Na zádech se žebra kloubně připojují k hrudním obratlům. V přední části jsou chrupavkou připojena k hrudní kosti. Žebra jsou typická pro pokročilejší obratlovce; mihule žádná žebra nemají, paryby mají jen velmi drobná žebra, většina ryb je již má dobře vyvinuta.

## Lidská žebra
Člověk má běžně 12 párů žeber, občas se ale narodí jedinci s 11 nebo 13 páry.
Žebra chrání životně důležité orgány před mechanickým poškozením, jako např. srdce či plíce.
Žebra se číslují odshora dolu, první je pod klíční kostí. U prvních 7 párů žeber připojuje chrupavka žebra přímo k hrudní kosti. Tato žebra jsou nazývána pravá žebra (lat. costae verae). Další 3 páry jsou chrupavkami spojeny s výše uloženými pravými žebry. Tyto 3 páry tvoří nepravá žebra (lat. costae spuriae). Poslední 2 páry zůstávají nespojeny, jde o volná žebra (lat. costae fluctuantes) končící mezi svaly břišní stěny. 
Společně s hrudními obratli a hrudní kostí tvoří žebra hrudní koš.

### Úrazy a onemocnění
Žebra jsou náchylná ke zlomeninám, zejména v důsledku pádu nebo úderu, ale někdy i v důsledku dlouhotrvajícího kašle či smíchu. Fraktura bývá bolestivá při nadechování a vydechování. Někdy mohou žebra zasáhnout benigní nádory, případně metastazující maligní nádory. Častým problémem je také blokáda žeber.

## Nejdelší žebro
Dosud nejdelší známé žebro bylo objeveno u obřího jurského sauropodního dinosaura druhu Supersaurus vivianae. Na délku měří 305 centimetrů.